# Полствинська сільська рада
Полствинська сільська́ ра́да — адміністративно-територіальна одиниця та орган місцевого самоврядування в Канівському районі Черкаської області. Адміністративний центр — село Полствин.

## Загальні відомості
- Населення ради: 651 особа (станом на 2001 рік)

## Населені пункти
Сільській раді підпорядковані населені пункти:
- с. Полствин
- с. Малий Ржавець

## Склад ради
Рада складається з 12 депутатів та голови.
- Голова ради: Савенко Оксана Михайлівна

### Керівний склад попередніх скликань
| Прізвище, ім'я, по батькові | Основні відомості                                                         | Дата обрання | Дата звільнення |
| --------------------------- | ------------------------------------------------------------------------- | ------------ | --------------- |
| Савенко Оксана Михайлівна   | Сільський голова, 1973 року народження, освіта вища, член Народної партії | 26.03.2006   | 31.10.2010      |
| Савенко Оксана Михайлівна   | Сільський голова, 1973 року народження, освіта вища, член Народної партії | 31.10.2010   |                 |

Примітка: таблиця складена за даними сайту Верховної Ради України

### Депутати
За результатами місцевих виборів 2010 року депутатами ради стали:

#### За суб'єктами висування
| Суб'єкт висування | Кількість обраних депутатів | %  |
| ----------------- | --------------------------- | -- |
| Партія регіонів   | 6                           | 50 |
| Самовисування     | 6                           | 50 |

#### За округами
| № округу        | Прізвище, ім'я, по батькові     | Дата визнання обраним | Освіта             | Партійна приналежність | Відомості про обраного депутата                             |
| --------------- | ------------------------------- | --------------------- | ------------------ | ---------------------- | ----------------------------------------------------------- |
| Партія регіонів |                                 |                       |                    |                        |                                                             |
| 1               | Москович Ольга Борисівна        | 01.11.2010            | середня спеціальна | член Партії регіонів   | тимчасово не працює                                         |
| 5               | Тонконог Володимир Вікторович   | 01.11.2010            | середня спеціальна | член Партії регіонів   | фермерське господарство Топалова В К, шофер                 |
| 8               | Дорошенко Тетяна Миколаївна     | 01.11.2010            | вища               | член Партії регіонів   | Малоржавецікий НВК, директор                                |
| 9               | Кутовий Михайло Михайлович      | 09.01.2011            | середня            | член Партії регіонів   | тимчасово не працює                                         |
| 10              | Діскант Андрій Олександрович    | 01.11.2010            | середня спеціальна | член Партії регіонів   | Очисні споруди, оператор                                    |
| 11              | Іщенко Валентина Миколаївна     | 01.11.2010            | вища               | член Партії регіонів   | Малоржавецікий НВК, вчитель                                 |
| Самовисування   |                                 |                       |                    |                        |                                                             |
| 2               | Дорошенко Ольга Петрівна        | 01.11.2010            | середня спеціальна | позапартійна           | Полствинська сільська рада, інженер-землевпорядник          |
| 3               | Коваленко Олексій Миколайович   | 01.11.2010            | середня спеціальна | позапартійний          | приватний підприємець                                       |
| 4               | Бойко Лідія Олексіївна          | 01.11.2010            | середня спеціальна | позапартійна           | Полствинська сільська рада, секретар                        |
| 6               | Касьянов Анатолій Олександрович | 01.11.2010            | середня спеціальна | позапартійний          | пенсіонер                                                   |
| 7               | Козлов Євген Анатолійович       | 01.11.2010            | середня спеціальна | позапартійний          | ВАТ «Агоротехсервіс», механізатор                           |
| 12              | Курдеча Ліна Вікторівна         | 01.11.2010            | середня спеціальна | позапартійна           | фельдшерсько-акушерський пункт в с. Малий Ржавець, фельдшер |